# ساشا بتروفيتش
ساشا بتروفيتش (بالصربية: Саша Петровић)‏ هو ممثل صربي، ولد في 2 يناير 1962 بسراييفو في البوسنة والهرسك.

## أعمال

### أفلام
- (2001) الأرض المحايدة[3]

## وصلات خارجية
- ساشا بتروفيتش على موقع IMDb (الإنجليزية)
- ساشا بتروفيتش على موقع ألو سيني (الفرنسية)
- ساشا بتروفيتش على موقع أول موفي (الإنجليزية)
- ساشا بتروفيتش على موقع قاعدة بيانات الأفلام السويدية (السويدية)
- ساشا بتروفيتش على موقع قاعدة بيانات الفيلم (الإنجليزية)
- ساشا بتروفيتش على موقع كينوبويسك (الروسية)